# Aiguamolls de l'Empordà
Le Aiguamolls de l'Empordà (in italiano paludi dell'Empordà) fanno parte di un parco naturale della Spagna e sono costituite da una palude che si trova tra i fiumi Fluvià e Muga.
Il parco fa parte della baia di Roses e, con oltre 4.800 ettari, è la seconda zona umida più grande della Catalogna.
In passato la zona era una palude malarica ma, nel corso del XIX secolo, è stata bonificata anche se la palude e le dune sono rimaste integre e hanno ricevuto lo status di parco naturale nel 1983 dopo una campagna per salvare l'area dallo sviluppo.
Il parco ospita 327 specie diverse tra cui numerosi uccelli come il cuculo dal ciuffo, il migliarino di palude, la spatola, l'usignolo, la pernice di mare e il chiurlo maggiore e offre sette nascondigli e una torre per il birdwatching, collegati tramite una strada sterrata che consente l'accesso anche alle sedie a rotelle.